# Neoraja
Neoraja – rodzaj ryb chrzęstnoszkieletowych z rodziny rajowatych (Rajidae).

## Rozmieszczenie geograficzne
Do rodzaju należą gatunki występujące w wodach wschodniego, północno-wschodniego, południowo-wschodniego i zachodniego Oceanu Atlantyckiego oraz południowo-zachodniego Oceanu Indyjskiego.

## Morfologia
Długość ciała do 35 cm.

## Systematyka
Rodzaj zdefiniowała w 1982 roku para amerykańskich ichtiologów John McEachran i Leonard Compagno w artykule poświęconym wzajemnym powiązaniom w obrębie rodzaju Breviraja w oparciu o struktury anatomiczne opublikowanym w czasopiśmie Bulletin of Marine Science. Gatunkiem typowym jest (oryginalne oznaczenie) N. caerulea.

### Etymologia
Neoraja: gr. νεος neos ‘nowy’; rodzaj Raja Linnaeus, 1758.

### Podział systematyczny
Do rodzaju należą następujące gatunki:
- Neoraja africana (Stehmann & Séret, 1983)
- Neoraja caerulea (Stehmann, 1976)
- Neoraja carolinensis McEachran & Stehmann, 1984
- Neoraja iberica Stehmann, Séret, Costa & Baro, 2008
- Neoraja stehmanni (Hulley, 1972)